# Bernd Hertel
Bernd Hertel (* 1. Juni 1940 in Erfurt) ist ein deutscher Maler und Grafiker der Leipziger Schule.

## Leben und Werk
Hertel studierte von 1957 bis 1960 an der Arbeiter- und Bauernfakultät für Bildende Künste Dresden und anschließend bis 1966 Malerei bei Werner Tübke und Bernhard Heisig an der Hochschule für Grafik und Buchkunst Leipzig. Danach arbeitete er in Leipzig freischaffend als Maler, Grafiker und Ausstellungsgestalter. Ab 1966 war er Lehrer für Kunsterziehung an der Karl-Marx-Universität Leipzig. 1972 gehörte er zu den Mitbegründern der Leipziger Grafikbörse.
1983 erhielt Hertel an der Hochschule für industrielle Formgestaltung Halle (ab 1989 Burg Giebichenstein – Hochschule für Kunst und Design Halle) einen Lehrauftrag für Grundlagen der visuellen Gestaltung/Naturstudium. 1987 erlangte er die facultas docendi, ab 1989 war er Dozent. Er betreute das Aktstudium im Fachbereich Design. 1985 war er Mitbegründer der CUM Figuris Presse an der Hochschule. 2005 schied Hertel aus dem Hochschuldienst aus.
Bilder Hertels wurden in der DDR u. a. von der Deutschen Hochschule für Körperkultur erworben.

## Werke (Auswahl)

### Tafelbilder
- Hochbau (1971, Öl; auf der VII. Kunstausstellung der DDR)[1]
- Puppentorso am Strand (1977, Mischtechnik auf Hartfaser; auf der VIII. Kunstausstellung der DDR)
- Straßenbau (Mischtechnik auf Hartfaser, 68 × 104 cm; auf der IX. Kunstausstellung der DDR)[2]
- Schießplatz (1980, Öl, 104 × 124 cm; auf der IX. Kunstausstellung der DDR)

- „La Muerte“. Weltliches Requiem gegen den Krieg (1982, Öl auf Wabenkernplatte; auf der IX. Kunstausstellung der DDR)

### Druckgrafik
- Annäherung / Urteil des Paris (1989, Kaltnadelradierung, 14,4 × 15,8 cm)[3]

### Herausgabe von Literatur
- Leipziger Plakatkunst. Ansichten zu einer alltäglichen Kunstgattung. Seemann Leipzig, 1985

## Ausstellungen (unvollständig)

### Einzelausstellungen
- 1998: Görlitz, Annenkapelle

### Ausstellungsbeteiligungen
- 1972, 1979 und 1985: Leipzig, Bezirkskunstausstellungen
- 1972 bis 1983: Dresden, VII. bis IX. Kunstausstellung der DDR
- 1980: Berlin, Künstlerhaus Bethanien („Mensch und Umwelt. Malerei, Grafik, Plastik aus der DDR“)
- 1981: Dresden, Ausstellungszentrum am Fučík-Platz („25 Jahre NVA“)
- 1982: Leipzig („10 Jahre Leipziger Grafikbörse“)
- 1983: Leipzig, Messehaus am Markt („Kunst und Sport“)
- 1989: Berlin, Akademie-Galerie im Marstall („Bauleute und ihre Werke. Widerspiegelungen in der bildenden Kunst der DDR“)
- 1998: Schwerin, Staatliches Museum Schwerin („Weite und Vielfalt“)
- 1999: Rudolstadt, Thüringer Landesmuseum Heidecksburg („Sportwelten“)
- 2000: Radebeul, Stadtgalerie (Kunstraum)
- 2015: Leipzig, Galerie im Neuen Augusteum der Kustodie der Universität Leipzig („Ansichtssache. Leipziger Maler und ihre Stadt.“)

## Weblink
- Bernd Hertel bei der Burg Giebichenstein Kunsthochschule Halle